# تعليم يسوع عن الأطفال الصغار

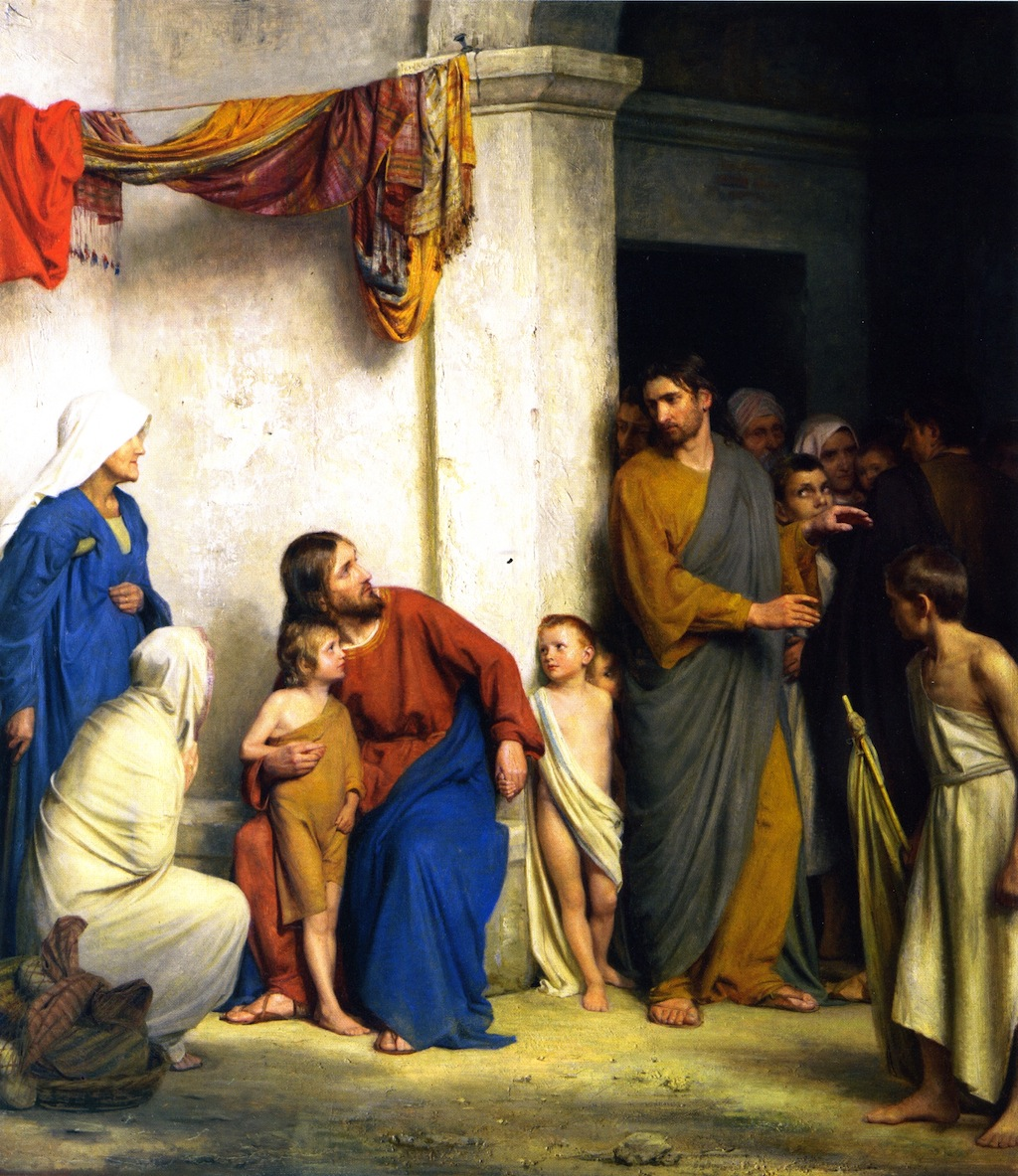

يشير تعليم يسوع إلى قليل من الأطفال (παιδίον ، payíon) والرضع في بعض الاماكن في العهد الجديد وفي غير القانوني إنجيل توماس.
محتويات
1 العهد الجديد
2 إنجيل توما
3 انظر أيضا
4 المراجع

## العهد الجديد
نسخة الملك جيمس من الإنجيل متى (الفصل 18) تربط ذلك:
في ذات الوقت ياتي التلاميذ إلى يسوع، يقول، من هو أفضل في مملكة السماء؟
ويسوع يٌدعي طفل صغير وجعله في وسطهم.
وقال، حقا اود ان اقول لكم، ما عدا انتم تغيرو وصيروا.
كاطفال صغار، يجب انتم لا تدخلوا إلى مملكة السماء.
أي شخص لذلك يجب ان يتواضع بنفسه مثل هذا الطفل الصغير، نفس الشئ هو اعظم في مملكة السماء
كل من يستقبل واحد مثل أطفال ضغار في اسمي يستقبلني.
لكن اين كان سيهين واحد من هولاء الصغار الذي يومنون بي، انها أفضل له انه يعلق حجر الرحى حول رقبته، وذلك هو يغرق في عمق البحر.
ويلاه للعالم بسبب خرق القانون! لذلك يحتاج ان ياتي بخرق القانون: لكن ويلاه إلى ذلك الرجل الذي منه تأتي خرق القانون.
من اجل ذلك إذا يدك أو قدمك تزعجك، اقطعهم والقيهم عنك، انه أفضل لك لتدخل إلى حياة متوقفه أو مشوه، بدلا من يملك يدان أو قدمان يلقيهم إلى نار ابدية.
وإذا عينك ازعجتك، فاقلعها وألقها منك: انه أفضل لك لتدخل إلى حياة مع عين واحدة، بدلًا من يملك عينان لتلقي في نار جهنم.
انتبه انتم لا تحتقرو أحد من هولاء الصغار لاقول لكم.ذلك في السماء ملائكتهم ينظرون دائما إلى وجه ابي. (متى 18: 1-10)
ترجمة الكلمة كما تحولة إلى نسخة الملك جيمس  (Greek: στραφητε, straphēte)) تعني حرفياً «يدور». تمت ترجمته كـ «يدور» في النسخة المعيارية الإنجليزية والأمريكية و «تغيير» في الإصدار الدولي الجديد. في مكان اخر من العهد الجديد، يطالب بتغير القلب من قبل يوحنا المعمدان ومن قبل يسوع غالبا تستخدم الكلمة metanoia ((باليونانية: μετάνοια)‏). اللاهوتي الألماني هاينريش ماير يسوع يقترح ذلك التحدي لتلاميذه «الدوران حول الطريق)، لاكتساب مبادئ اخلاقية مزاجية مشابهة لطبيعة الأطفال الصغار».
تقارن مملكة السماء بالأطفال الصغار في عدة أماكن أخرى في العهد الجديد:

### ماثيو 19: 13-15
ثم كانوا هناك يحضر اليه أطفال صغار، انه يجب يضع يد عليهم ويصلي، ويوبخ التلاميذه.
لكن يسوع قال، يعاني الأطفال الصغار ويمنعهم لياتون الي، لمثل هذا مملكة السماء.
ووضع يديه عليهم، وغادر بعد ذلك.

### لوقا 18: 15-17
واحضروا اليه الرضع، ذلك هو يلمسهم: حينها راى تلاميذه ذلك، وبخهم.
لكن يسوع دعاهم اليه، وقال، يعاني الأطفال الصغار لياتون الي لا تمنعوهم، لهولاء مملكة الله.
حقا انا اقول لكم، أي شخص لا يستقبل مملكة الله كطفل ضغير يجب لا يدخل حكيم فيه.

## إنجيل توما
اخر قول يشير إلى الأطفال الصغار يستطيع وجده في غير القانوني إنجيل توما. الطريقان (متى 18: 1-6 والفقرة في توما) تختلف في الاسلوب، وباي شكل، كلاهما يبدا بمقارنة أولئك امن يدخلون مملكة السماء إلى الأطفال، وثم نعمل مرجع إلى العيون واليدين والقدمين . في متى، يسوع يقترح ذلك الاجزاء المثير اللاعتراض يجب «قطعها»، في حين أن المقطع في توما ياخذ اسلوب مختلفة في وصف التطهير الروحي والتجديد.
من إنجيل توماس:
22. يسوع راى بعض ممرضات الأطفال.وهو يقول لتلاميذه، «هؤلاء ممرضات الأطفال مثل الذين يدخلون مملكة (الآب)». يقولون اليه: حينها يحب ندخل مملكة الاب مثل الأطفال؟ يسوع قال لهم، «عندما نعمل الاثنين في واحد، وعندما تجعل من الداخل مثل الخارج والخارج مثل الداخل، والجزء العلوي مثل المنخفض، وعندما تجعل الذكر والأنثى في واحد، ذلك الذكر لن يكون ذكراً ولا الانثى تكون انثى، عندما تضع عيناً في مكان عين، أو يد على يد، أو قدم في مكان قدم، أو صورة في مكان صورة، بعدها أنت سوف تدخل المملكة].»